# Annunciazione (Correggio)

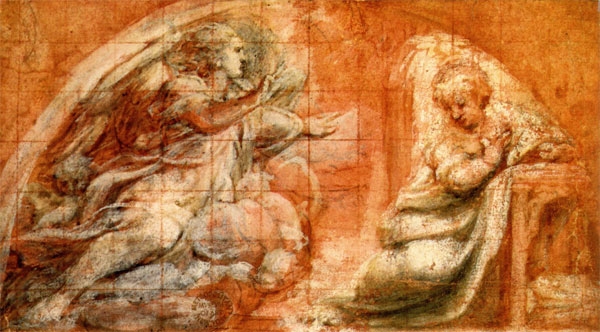
Disegno preparatorio al Metropolitan Museum

L'Annunciazione è un affresco staccato (157x315 cm) di Correggio, databile al 1524-1525 circa e conservato nella Galleria nazionale di Parma.

## Storia
L'affresco fu menzionato da Vasari dopo il trasferimento dalla sua collocazione originaria, il primo monastero della Santissima Annunziata di Parma; l'edificio, eretto nel 1211 a sud-est del centro abitato dai canonici regolari di San Marco e assegnato nel 1445 ai francescani minori osservanti, fu abbattuto nel 1546 per effetto della "tagliata", ossia della demolizione e rimozione di ogni edificio e albero posto in una fascia intorno alle mura cittadine, decretata per scopi difensivi dal duca Pier Luigi Farnese:
Successivamente l'opera fu trasportata nella nuova chiesa dell'Annunziata ricostruita a Capo di Ponte, un intervento che attesta la fama raggiunta da Correggio già a poca distanza dalla morte.
Sotto il profilo stilistico l'opera è collocabile intorno alla metà degli anni venti del Cinquecento, quando il Correggio aveva da poco terminato l'affresco della Cupola di San Giovanni Evangelista e si accingeva a intraprendere la monumentale decorazione della Cupola del Duomo di Parma.

## Descrizione e stile
La figura dell'angelo su una soffice nuvola, con le vesti mosse dal vento, mostra affinità con gli affreschi per San Giovanni e per il Duomo, anticipando alcuni temi dell'arte barocca. Così come ricorda gli angeli della cupola del Duomo, il piccolo angioletto seminascosto dietro l'arcangelo Gabriele; la sua postura in contrapposto sembra richiamare quella dei putti del pergolato della Camera della Badessa.
È noto un disegno eseguito a matita rossa, tecnica preferita da Correggio, con lumeggiature di biacca, databile al 1524-1525.